# Sidi Ahmed Ou Abdallah
Sidi Ahmed Ou Abdallah (àrab سيدي أحمد أو عبد الله) és una comuna rural de la província de Taroudant de la regió de Souss-Massa. Segons el cens de 2014 tenia una població total de 3.833 persones.